# アンデスの聖餐
『アンデスの聖餐』（アンデスのせいさん、ポルトガル語: La odisea de los andes）は、1972年10月13日にウルグアイからチリに向かった旅客機が遭難し、雪山で生き残った乗客たちが、死体を食糧にして生還したウルグアイ空軍機571便遭難事故を描いた1975年のブラジル制作のドキュメンタリー映画。この事件は他にも『アンデス地獄の彷徨』、『生きてこそ』など、何度か映画化されている。
同題のクレイ・ブレア Jr.によるノンフィクション文学作品も刊行されている他、ピアズ・ポール・リードの生存者インタビューを元にしたドキュメンタリー小説も刊行されている。

## 概要
事故の経緯や救出に当たったレンジャーのインタビュー、事故現場を遺族が訪れる様などを映像に捉えた作品に仕上がっている。

## 映画版ストーリー
1972年10月13日、ウルグアイからチリに向かった旅客機が消息を絶った。さまざまな偶発的なミスが重なり、事故機が見つからないまま捜索は打ち切られるが、飛行機はアンデスの雪山に墜落し、40人の乗客と5人の乗員のうち、28人が生き残っていた。そのほとんどがラグビーチームの頑健な若者だったが、動物もろくにいない高山で、彼らは生き残るために仲間の死体を食糧にせざるを得なかった。雪崩や飢餓で次々と生存者が倒れる中、決死隊を志願した2人が山越えに成功、残りの14人が救出されるが、彼らを待っていたのは、人肉を食べて生き残った者に対する世間の好奇の目であった。

### スタッフ
- 監督：アルバロ・J・コバセビッチ
- 脚本：マリオ・バルガス・リョサ
- 音楽：アンジェル・パラ
- 日本語版制作：ザック・プロモーション[1]